# Хуан Ернангомес
Хуан Альберто "Хуанчо" Ернангомес Геєр (нар. 28 вересня 1995) — іспанський професійний баскетболіст Національної баскетбольної асоціації «Торонто Репторз» (НБА). Раніше він грав за Естудіантес Ліги ACB, а також представляв дорослу збірну Іспанії.

## Початок кар'єри
Ернангомес почав грати в баскетбол у 2007 році з молодіжними командами CB Las Rozas. Він приєднався до молодіжної команди «Реала» і грав з командою, поки не перейшов до клубу «Балонсесто Махадахонда» протягом наступних років.

## Професійна кар'єра

### CB Estudiantes (2012—2016)

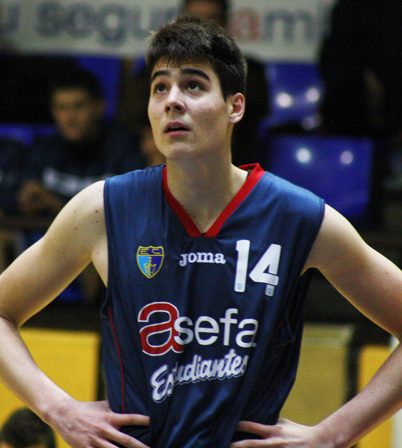
Ернангомес з Естудіантес у 2013 році

У 2012 році Ернангомес підписав свій перший професійний контракт з CB Estudiantes і змагався разом з їхньою другою командою до 2014 року, коли він був підвищений до основної команди. У сезоні 2015–16 Ернангомес набирав у середньому 9,7 очка та 5,7 підбирань у 34 іграх. Згодом він був названий лауреатом премії ACB «Найкращий молодий гравець».

### Денвер Наггетс (2016—2020)
26 квітня 2016 року Ернангомес був включений до міжнародного списку кандидатів дострокового вступу на драфт НБА 2016 року. Він був обраний «Денвер Наггетс» під 15-м загальним вибором. 9 серпня 2016 року він підписав новий контракт з «Наггетс». 4 січня 2017 року він був призначений до Скайфорс Сіу Фоллз Ліги розвитку НБА відповідно до правила гнучкого призначення. Його відкликали Наггетс через три дні після того, як він з'явився в одній грі за Skyforce. 13 лютого 2017 року він набрав рекордні за сезон 27 очок і зробив 10 найкращих підбирань у перемозі над «Голден Стейт Ворріорз» зі рахунком 132—110. Він забив шість триочкових проти Ворріорз, щоб допомогти Наггетс зрівняти рекорд НБА з 24 триочковими. На початку сезону 2017—2018 років у Ернангомеса був діагностований мононуклеоз, і в результаті він зіграв лише в 25 іграх під час своєї другокурсної кампанії.

### Міннесота Тімбервулвз (2020—2021)
5 лютого 2020 року Ернангомес був обміняний у «Міннесота Тімбервулвз».
27 листопада 2020 року він повторно підписав трирічний контракт з «Тімбервулвз». Сезон 2020-21 був бурхливим для Ернангомеса, оскільки він з'явився на тренувальний табір не в формі, заразився COVID-19 і втратив місце в стартовому складі, увінчавшись сваркою з офісом Тімбервулвз через їхнє рішення заборонити йому брати участь в Олімпіаді 2021 року після травми плеча під час показової гри.

### Бостон Селтікс (2021—2022)
25 серпня 2021 року Ернангомес і Джарретт Калвер були обміняні в  «Мемфіс Гріззліс» в обмін на Патріка Беверлі, а 15 вересня він був обміняний в "Бостон Селтікс" в обмін на Кріса Данна і Карсена Едвардса.

### Юта Джаз (2022— дотепер)
9 лютого 2022 року Ернангомес був обміняний в «Юта Джаз» у рамках обміну з трьома командами.

## Кар'єра збірної

### Юнацька збірна
У 2013 році Ернангомес виступав зі збірною Іспанії з баскетболу до 18 років на чемпіонаті Європи серед юнаків до 18 років у Латвії. Він приєднався до команди до 20 років протягом наступних двох років, граючи на Чемпіонаті ФІБА Європи серед юнаків до 20 років. Ернангомес також допомагав старшій збірній Іспанії тренуватися на Євробаскет 2015.

### Старша національна команда
Його дебют на великому турнірі національної збірної Іспанії відбувся на Євробаскеті 2017. Ернангомес набирав у середньому 8,4 очка, 5,9 підбирань, 0,7 передачі та 0,7 блок-шота за 19,7 хвилини за гру. Іспанія посіла третє місце, завоювавши бронзову медаль.
У червні 2018 року Ернангомес знову був включений до складу збірної Іспанії перед першим етапом кваліфікації Чемпіонату світу з футболу 2019 року.

## Особисте життя
Найближча родина Ернангомеса складається з колишніх або нинішніх баскетболістів. Його старший брат Віллі зараз грає за «Нью-Орлеан Пеліканс», раніше грав за «Реал». Його мати Маргарита Гейер Дрегер була міжнародною баскетболісткою, вигравши чемпіонат Європи з Іспанією в 1993 році. Його батько також грав за Реал Мадрид і Естудіантес, а його молодша сестра зараз грає за молодіжну команду Естудіантес.
Ернангомес дебютував у фільмі Netflix «Дорога до НБА», продюсерами Леброном Джеймсом та Адамом Сендлером, який вийшов на екрани 8 червня 2022 року.